# نقشه رستگاری
نقشه رستگاری (ارمنی: Փրկության քարտեզ پرکوتیان کارتز) یک فیلم مستند درام محصول سال ۲۰۱۵ که به یادبود صدمین سالگرد نسل‌کشی ارمنی‌ها تهیه شده‌است.
فیلم دربارهٔ پنج زن اروپایی به نام‌های ماریا یاکوبسن (دانمارک)، بودیل کاتارین بیورن (نروژ)، کارن یپ (دانمارک)، آلما یوهانسن (سوئد) و آنا هدویگ بول (استونی) است که شاهدان عینی نسل‌کشی ارمنیان بوده‌اند و پناهگاه‌هایی نیز برای کودکان و زنان ارمنی مهیا کرده‌اند.
تهیه این فیلم در ۲۹ شهر از ۹ کشور صورت گرفته‌است.